# Бартельс, Гауке
Га́уке Ба́ртельс (н.-луж. Hauke Bartels, род. 1967 год, Нижняя Лужица, Германия) — нижнелужицкий учёный, филолог, сорабист и славист. Директор Серболужицкого института с 2018 года. Член Нижнелужицкой языковой комиссии.

## Биография
С 1991 по 1998 года изучал славистику и германистику в университетах Майнца, Ольденбурга и Варшавы. В 1999—2001 годах — научный сотрудник в Бременском университете. С 2001 года — научный сотрудник отделения нижнелужицких исследований Серболужицкого института. С 2004 года — координатор и с 2005 года — руководитель отделения нижнелужицких исследований.
В январе 2015 года — исполняющий обязанности директора Серболужицкого института. 1 июня 2018 года избран директором Серболужицкого института.
Занимался онлайн-проектами «SorbLex dolnoserbski — historisko-dokumentěrujucy informaciski system wó słowoskłaźe dolnoserbšćiny» (Интернет-Словарь: Историческо-документированная информационная система словообразования нижнелужицкого языка), «Nimsko-dolnoserbski słownik (DNW)» (Немецко-нижнелужицкий словарь, под руководством Манфреда Старосты), «Tekstowy korpus maminorěcneje (dialektalneje) dolnoserbšćiny» (Текстовый корпус материнской (диалектной) формы нижнелужицкого языка).
Основные научные сочинения
- Untersuchungen zur Morphologie und Syntax im Slavischen. Beiträge zur dritten Tagung der Europäischen Slavistischen Linguistik, Toruń/Thorn 1999. Oldenburg, sobuwudawarje N. Störmer a E. Walusiak, Studia Slavica Oldenburgensia 6. (2001)
- Dativ oder Präposition. Zur Markierungsvariation im Kontext adjektivischer Prädikate im Deutschen, Russischen und Polnischen, Oldenburg, Studia Slavica Oldenburgensia 12. (2005)
- Sorbian in typological perspective, STUF — Language Typology and Universals, vol. 65 (2012), Issue 3, sobuwud. G. Spieß. (2012)
- 2015 — Einflüsse des Deutschen auf die grammatische Struktur slawischer Sprachen. Internationale Konferenz des Sorbischen Instituts 14.-15. 10. 2011 in Cottbus/Chóśebuz, Bautzen, 239 S., ako wud. gromaźe ze Sonju Wölkoweju, Spise Serbskego instituta 62 (2015)